# 小田原短期大学
小田原短期大学（日语：／ Odawara Tanki Daigaku *），简称小田短（おだたん），是一所位于日本神奈川县小田原市的私立短期大学。

## 概要

### 简介
- 短期大学为于1957年开办[1]、由学校法人小田原短期大学经营。除函授教育课程以外招収只女学生从开办[2]。

### 历史
- 1957年 小田原女子学院短期大学成立并同时设置家政学科和业余课程。
- 1960年 今年11月1日更名为小田原女子短期大学。
- 1972年 幼儿教育学科成立。
- 2006年 食物营养学科成立。幼児教育学科改称为保育学科。
- 2014年 更名为小田原短期大学。函授教育课程成立于保育学科[1]。

### 宪章
- 请参看小田原短期大学的标志 （页面存档备份，存于） （日語） 2015年1月6日阅览。

## 学校环境
- 校区：在神奈川县小田原市

## 历任校长
- 井上秀：第一代短期大学校长
- 小沼肇：现在短期大学校长[1]

## 组织

### 学科
- 食物营养学科
- 保育学科
  - 第一部
  - 函授教育课程

### 前学科
| - 家政学科 |

### 专科
| - 没有 |

### 业余课程
| - 家政专修 - 第一部 - 第二部 |

### 附属学校
- 前有了附属保育専門学院:停办于1987年[1]

## 相关链接
- 日本短期大学列表